# راندال إس. هارمون
راندال إس. هارمون (بالإنجليزية: Randall S. Harmon)‏ هو سياسي أمريكي، ولد في 19 يوليو 1903، وتوفي في 18 أغسطس 1982 في مونسي في الولايات المتحدة. حزبياً، نشط في الحزب الديمقراطي. وقد انتخب عضو مجلس النواب الأمريكي.